# Horgoš
Horgoš (v srbské cyrilici Хоргош, maďarsky Horgos) je vesnice na severu srbské Vojvodiny, v blízkosti města Subotica. Administrativně spadá pod opštinu (obec) Kanjiža. V roce 2011 měla vesnice 5709 obyvatel. Je známá díky dálničnímu i železničnímu hraničnímu přechodu do Maďarska.
Obyvatelstvo Horgoše je převážně maďarské národnosti (v roce 2002 celkem 83,82 %), dále zde žijí Srbové (cca 7 % obyvatel). Z vesnice pocházela maďarská šlechtická rodina Kárász de Horgos et Szentpéter.
Současný název města pochází z maďarštiny a znamená hák. Poprvé je zaznamenán v roce 1640. Růst původní malé vesnice do dnešní podoby začal v 19. století, kdy zde byla zprovozněno nádraží na trati Subotica-Szeged. Ještě na počátku 20. století mělo okolo sedmi tisíc obyvatel, poté však vinou urbanizace regionu začalo docházet k jeho poklesu. V roce 2015 vznikaly v blízkosti Horgoše a státní hranice s Maďarskem tábory uprchlíků v souvislosti s evropskou migrační krizí.